# Hosszúhegy
Hosszúhegy (szlovákul Priepasné) község Szlovákiában, a Trencséni kerületben, a Miavai járásban.

## Fekvése
Miavától 8 km-re délre fekszik.

## Története
A trianoni békeszerződésig területe Nyitra vármegye Miavai járásában található.
1957-ben lett önálló község, korábban Kosaras határához tartozott.

## Népessége
| Év:            | 1994. | 2004.    | 2014.   | 2024.   |
| -------------- | ----- | -------- | ------- | ------- |
| Emberek száma: | 426   | 345      | 373     | 350     |
| Eltérés:       |       | -19,01 % | +8,11 % | -6,16 % |

| Év:            | 2023. | 2024.   |
| -------------- | ----- | ------- |
| Emberek száma: | 354   | 350     |
| Eltérés:       |       | -1,12 % |

2001-ben 384 lakosából 375 szlovák volt.
2011-ben 369 lakosából 347 szlovák.

## Külső hivatkozások
- Községinfó
- Hosszúhegy Szlovákia térképén
- E-obce.sk